# 上杉憲寛
- 上杉 憲広
- 上杉 憲廣

上杉 憲寛（うえすぎ のりひろ）は、戦国時代の武将。古河公方足利氏の出身。上杉氏（山内上杉家）14代当主。関東管領を務めた。関東管領としては上杉憲広と称し、のち足利晴直（あしかが はるなお）と改名した（『寛政重修諸家譜』（寛政譜）では、初め晴直とする。「古河公方系図」では憲寛の名も載せている）。宮原氏の祖。三郎。左馬頭。従四位下。
書籍によっては宮原晴直としている。

## 生涯
古河公方・足利高基の次男として誕生した（『寛政譜』では長男）。母は宇都宮正綱の娘（『寛政譜』）。賢寿王丸。
大永5年（1525年）4月、関東管領・上杉憲房（山内上杉氏）が死去する。憲房の子・憲政は幼少だったため、憲房の養子となり、山内上杉氏と関東管領を継いだ。このとき、憲広と称した。
その頃、扇谷上杉家の上杉朝興は台頭する後北条氏に対抗するために、江戸湾の支配を巡って後北条氏と対立関係に陥っていた小弓公方・足利義明との連携を図り、さらに上杉一族の結集を目指して山内上杉家当主である憲寛にも協力を求めた。憲寛はこれに応じたものの、実父・高基とその弟である義明は古河公方の地位を巡って敵対関係にあった。朝興を介在して義明とも同盟関係に入った憲寛は、結果的に父・高基や兄・晴氏とも戦うことになった。
享禄4年（1531年）、関東享禄の内乱の結果、管領職を失う。
同年（享禄4年）9月2日、上杉憲政が関東管領となる。憲広は晴直と改名した。
関東管領を退いた後は古河に戻り、その後、真里谷信政の勧めにより上総国宮原に移る。
天文20年（1551年）2月24日、死去した。法名は春敲院得月道台。
孫・宮原義照のときから宮原を称し、江戸幕府の旗本となった。

## 家族

### 『喜連川判鑑』
- 父：足利高基
- 母：記載なし
- 兄弟
  - 晴氏
  - 晴直（上杉憲広）
  - 女子 - 太平寺住青岳（青岳尼?）
  - 雲岳 - 甘棠院住
- 妻：記載なし
- 子：記載なし

### 『寛政重修諸家譜』
- 父：足利高基
- 母：宇都宮正綱の娘
- 兄弟
  - 晴直（上杉憲広）
  - 義明
  - 晴氏
- 妻：足利義明の娘
- 子：義勝 - 母は義明の娘

### 「古河公方系図」
- 兄弟
  - 晴氏
  - 雲岳 - 甘棠院二代
  - 晴直（上杉憲広）
- 子
  - 義勝 - 弾正少弼、祥雲院
  - 東岳 - 和尚、甘棠院三世